# Carl Fredrik Cederskog
Carl Fredrik Cederskog, född 26 november 1847 i Uddevalla, död 13 april 1925 i Göteborg, var en svensk teckningslärare och rektor.
Han var son till fältskären F. Hoppenrath och Amalia Cederskog samt från 1878 gift med Edit Johanna Nordensvan. Cederskog var verksam som rektor och ritlärare vid Lägre allmänna läroverket i Strömstad, vid sidan av sin tjänst där var han verksam som tecknare. Makarna Cederskog är begravda på Östra kyrkogården i Göteborg.